# Angus Deayton
Gordon Angus Deayton (Banstead, Surrey (Engeland), 6 januari 1956) is een Engelse komische acteur en televisiepresentator. Hij is vooral bekend als presentator van het satirische nieuwsprogramma Have I Got News For You, het programma waarop Dit was het nieuws gebaseerd is. In oktober 2002 moest hij stoppen met het programma nadat er meerdere malen details over zijn leven verschenen in de boulevardpers.

## Biografie

### Jeugd
Deayton groeide op in Surrey, waar hij naar de Caterham School ging, een public school. In zijn jeugd was hij een veelbelovend voetballer, hij heeft bijvoorbeeld een proeftijd gehad bij Crystal Palace FC. Ook was hij aanvoerder van het rugbyteam op de Caterham School. Een sportcarrière bleek toch niet voor hem weggelegd, en hij ging linguïstiek studeren aan de Universiteit van Oxford. Hier was hij lid van de "Oxford Revue", waarmee hij optrad op de Edinburgh Festival Fringe. Uit deze voorstelling kwam in 1980 de parodieband The Hee Bee Gee Bees voort. De band was overduidelijk gebaseerd op de Bee Gees, en scoorde een hit met de single Meaningless Songs (in Very High Voices).

### Persoonlijk leven
Aan de Universiteit van Oxford had hij een relatie met actrice Helen Atkinson-Wood, met wie hij later ook samenwerkte in Radio Active en KYTV. Sinds begin jaren 90 heeft hij een relatie met scriptschrijver Lise Mayer. Samen hebben ze een zoon, Isaac.
Deayton is fan van Manchester United en bevriend met trainer Brian McClair.

## Carrière
Deaytons carrière begon met de radioserie Radio Active, een parodie op Britse radiozenders die liep van 1981 tot 1987. Het programma verscheen van 1989 tot 1993 op televisie als KYTV. In deze periode verscheen Deayton ook regelmatig naast Rowan Atkinson als de serieuze noot in een scène. Hij speelde twee kleine rollen in een van de eerste afleveringen van Mr. Bean. Ook verscheen hij met Atkinson in een aflevering van Blackadder, Born to be King (1983).
In 1990 werd hij gecast als Patrick Trench in de sitcom One Foot in the Grave, en werd hij gekozen als presentator van Have I Got News For You. Naar aanleiding van zijn presentatiestijl en het verhaal van een ex-vriendin in een van de roddelbladen kreeg Deayton in 2002 de bijnaam "TV's Mr Sex". Hij was een veelgevraagde presentator van televisie-uitzendingen zoals de Oudejaarsavondshow van de BBC, en de BAFTA's. Ook verscheen hij in reclames voor creditcards en in de films Savage Hearts en Elizabeth.
In mei 2002 beschuldigde de boulevardkrant News of the World Deayton van het bezoeken van een prostituee en het gebruiken van drugs. In de volgende aflevering van Have I Got News For You werd hij hierom belachelijk gemaakt door teamcaptains Paul Merton en Ian Hislop, en hun gasten Ken Livingstone en Dave Gorman, maar hij mocht wel aanblijven als presentator. Na een tweede ronde van beschuldigingen in de kranten in oktober van dat jaar, nam Deayton ontslag als presentator, twee weken na het begin van het seizoen. De volgende aflevering werd gepresenteerd door Merton, en na die tijd werkt het programma met een wisselende presentator.
Nadat hij bij Have I Got News For You moest vertrekken, bleef hij wel aan het werk met andere projecten, zoals een nieuwe aflevering van Radio Active. Ook speelde hij een spindoctor in de serie Absolute Power, met Stephen Fry en John Bird. Ook had hij vanaf 2004 een hoofdrol in de BBC-comedyserie Nighty Night, en later in het kookprogramma Hell's Kitchen op ITV, en de quiz Bognor or Bust.
Deayton kwam in juni 2007 terug bij de BBC met het nieuwe komische panelprogramma Would I Lie To You?, waarin bekende gasten uitspraken doen, waarna de andere panelleden moeten beoordelen of het de waarheid of een leugen is. Hij presenteerde de eerste twee seizoenen van dit programma.

### Opspraak
In mei 2002 werd Deayton in de krant News of the World beschuldigd van het bezoeken van een prostituee en het gebruiken van cocaïne. Hierna werd zijn salaris door de BBC verlaagd. In oktober verschenen roddels over een buitenechtelijke affaire, waarna hem in oktober 2002 gevraagd werd ontslag te nemen als presentator van Have I Got News For You. Volgens de BBC was zijn positie als satirische commentator op het nieuws onhoudbaar geworden. Sommige kijkers namen het voor hem op, maar anderen vonden dat iemand met een controversieel privéleven anderen niet kon bekritiseren in de show. Velen vonden dat Ian Hislop en Paul Merton, met wie hij Have I Got News For You maakte, bijdroegen aan Deaytons neergang door hem niet te steunen en hem in de uitzending genadeloos te confronteren met de onthullingen. Toen Merton later werd gevraagd of dit geen dolkstoot in de rug was geweest, antwoordde hij: "Nee, het was een dolkstoot van voren". Sommige vaste gasten, zoals Stephen Fry, kozen partij voor Deayton door te weigeren nog mee te werken aan het programma.

### Jimmy Savile-grap
In november 2007 werd Deayton gecensureerd door de BBC toen hij in zijn quizprogramma Would I Lie To You? een grove grap maakte over radio- en televisiepresentator Jimmy Savile, die nadat zijn moeder overleed, nog enige tijd haar lichaam thuis hield.
- Bibliothèque nationale de France: cb14170039c (data)
- Gemeinsame Normdatei: 1071936360
- International Standard Name Identifier: 0000 0001 1126 6064
- Library of Congress Control Number: n98010821
- MusicBrainz: 79ea49d4-bf4c-4ab8-80d1-56bcda9632c2
- Nationale Bibliotheek van Tsjechië: pna2005274611
- Nederlandse Thesaurus van Auteursnamen: 073535702
- Virtual International Authority File: 161677025
- WorldCat: E39PBJkdkQcdTvh9dD4mcGGbVC